# Cyrtandra dinocalyx
Cyrtandra dinocalyx är en tvåhjärtbladig växtart som beskrevs av Margaret Clark Gillett. Cyrtandra dinocalyx ingår i släktet Cyrtandra och familjen Gesneriaceae. Inga underarter finns listade i Catalogue of Life.